# Livio Prieto
Pour les articles homonymes, voir Prieto.
Livio Armando Preto est un footballeur argentin né le 31 juillet 1981 à Córdoba. Il évolue au poste de milieu terrain.

## Clubs
- 1998-1999 : Club Social y Deportivo Español ( Argentine)
- 1999-2002 : CA Independiente ( Argentine)
- 2002-2003 : AEK Athènes ( Grèce)
- 2003-2004 : CA Nueva Chicago ( Argentine)
- 2004-2005 : CA Belgrano ( Argentine)
- 2005 : Atlético Mineiro ( Brésil)
- Jan-Juin 2006 : CS sfaxien ( Tunisie)
- 2006-2007 : CD Santa Clara ( Portugal)
- 2007-2008 : Newcastle United Jets ( Australie)
- 2008  : CS Emelec ( Équateur)
- 2008-2009 : Paços de Ferreira ( Portugal)
- 2010-2010 : Duque de Caxias ( Brésil)
- 2010-201. : Club Sportivo Italiano ( Argentine)

## Palmarès
- Championnat d'Australie de football : 2008